# Bubi (Volk)

Flagge der Bubi-Volksgruppe

Bubi-Kinder

Die Bubi sind ein autochthones Volk der Bantu auf der Insel Bioko, die zu Äquatorialguinea gehört. Sie wurden Anfang des 20. Jahrhunderts durch die spanische Kolonialmacht der Insel unterworfen, ihr letzter König Löpèlo Mëlaka starb 1937.
Sie sprechen als Muttersprache das Bube, daneben sprechen viele auch Spanisch – die Amtssprache Äquatorialguineas – als Fremdsprache und in letzter Zeit übernehmen immer mehr Französisch und Portugiesisch als Zweit- und Drittsprachen.
Die Bubi sind inzwischen überwiegend römisch-katholische Christen.
Eine besondere Leidenszeit hatten die Bubi unter der Herrschaft Francisco Macías Nguemas, des ersten Diktators Äquatorialguineas.